# Озерки (Шатковский район)
Озёрки — село в Шатковском районе Нижегородской области России. Входит в Нижегородская область..

## Общая физико-географическая характеристика
Географическое положение
Находится в 10 км к северо-западу от посёлка Шатки, в 19 км к юго-востоку от Арзамаса и в 115 км к югу от Нижнего Новгорода. Расположено на реке Озерки вблизи места её впадения в Тёшу. Абсолютная высота 126 метров над уровнем моря.
Часовой пояс
Озерки, как и вся Нижегородская область, находится в часовой зоне МСК (московское время). Смещение применяемого времени относительно UTC составляет +3:00.

## Население
| 2002 | 2010 |
| ---- | ---- |
| 79   | ↘64  |

Национальный состав
Согласно результатам переписи 2002 года, в национальной структуре населения русские составляли 96 % из 79 человек.

## Транспорт
Вдоль южной окраины села проходит автодорога Р158 Нижний Новгород — Саратов, за ней проходит железная дорога Арзамас — Рузаевка.